# Рисири (посёлок)
Рисири (яп. 利尻町 Рисири-тё:) — посёлок в Японии, находящийся в уезде Рисири округа Соя губернаторства Хоккайдо. Площадь посёлка составляет 76,49 км², население — 2266 человек (30 июня 2014), плотность населения — 29,62 чел./км².

## Географическое положение
Посёлок расположен на острове Рисири в губернаторстве Хоккайдо. С ним граничит посёлок Рисирифудзи.

## Население
Население посёлка составляет 2266 человек (30 июня 2014), а плотность — 29,62 чел./км². Изменение численности населения с 1980 по 2005 годы:
| 1980 | 5828 чел. |  |
| 1985 | 5352 чел. |  |
| 1990 | 4714 чел. |  |
| 1995 | 4104 чел. |  |
| 2000 | 3417 чел. |  |
| 2005 | 2951 чел. |  |

## Символика
Деревом посёлка считается кедровый стланик, цветком — Hemerocallis dumortieri, птицей — Erithacus akahige.